# طريقة النقطة المنتصف

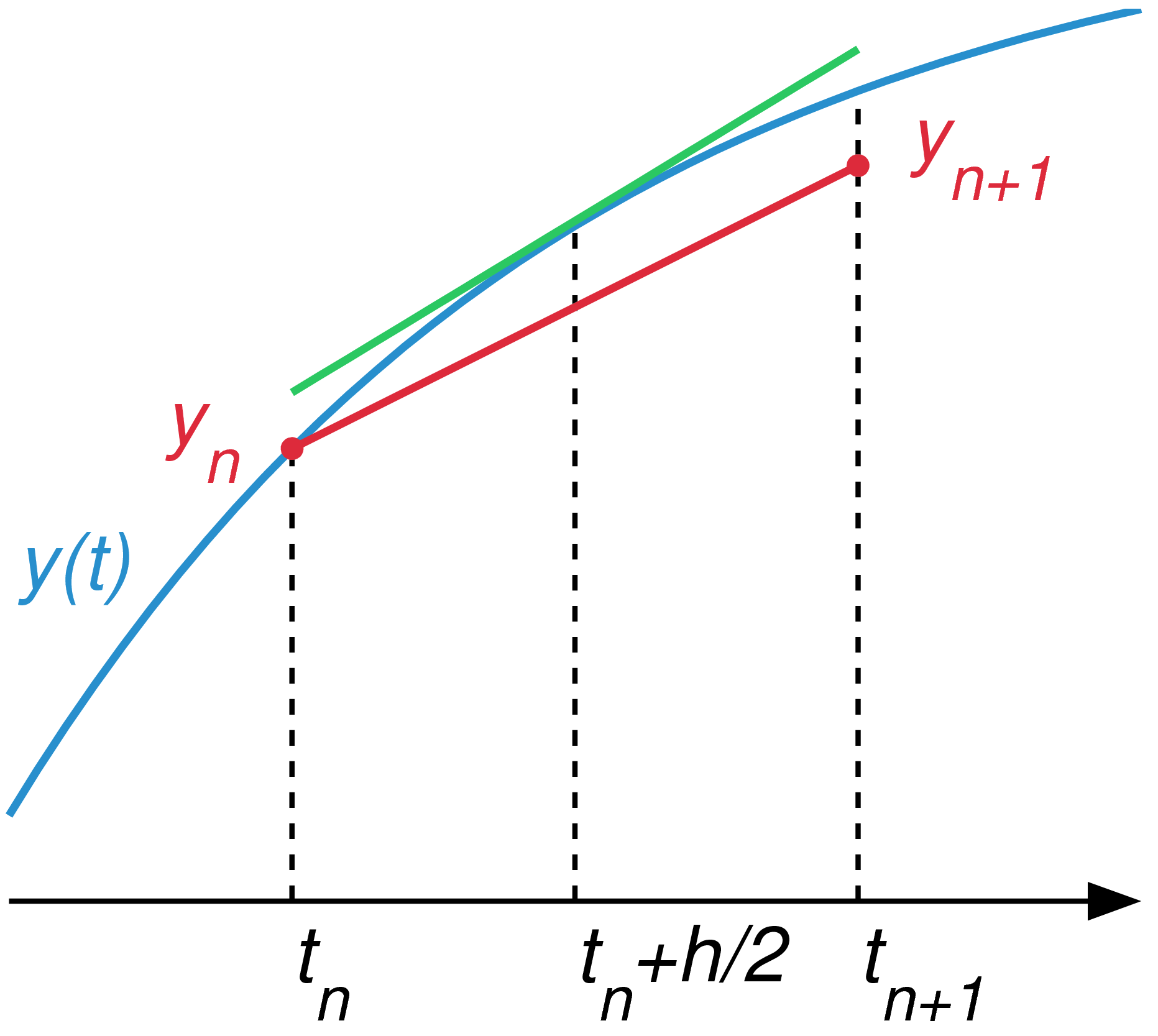
Illustration of the midpoint method assuming that equals the exact value The midpoint method computes so that the red chord is approximately parallel to the tangent line at the midpoint (the green line).

في التحليل العددي، فرعا من الرياضيات التطبيقية، طريقة النقطة المنتصف (بالإنجليزية: Midpoint method)‏ هي طريقة أحادية الخطوات، هدفها حلحلة المعادلات التفاضلية العادية عدديا.